# Ічкерська вулиця
Ічке́рська ву́лиця — вулиця в Шевченківському районі міста Києва, місцевість Сирець. Пролягає від Бакинської вулиці до кінця забудови.
Прилучаються вулиці Академіка Івахненка та Бугорна.

## Історія
Вулиця виникла у 30-ті роки XX століття під назвою 442-а Нова. З 1944 року набула назву Видова (фактично використовувалася попередня назва вулиці). 1955 року отримала назву Грозненська вулиця, на честь російського міста Грозний.
Сучасна назва на честь Республіки Ічкерії — з 2022 року.

## Забудова
Забудова переважно малоповерхова, садибного типу. Наприкінці вулиці знаходиться єдина багатоповерхівка (серія КТ, 1985 рік).

## Зображення

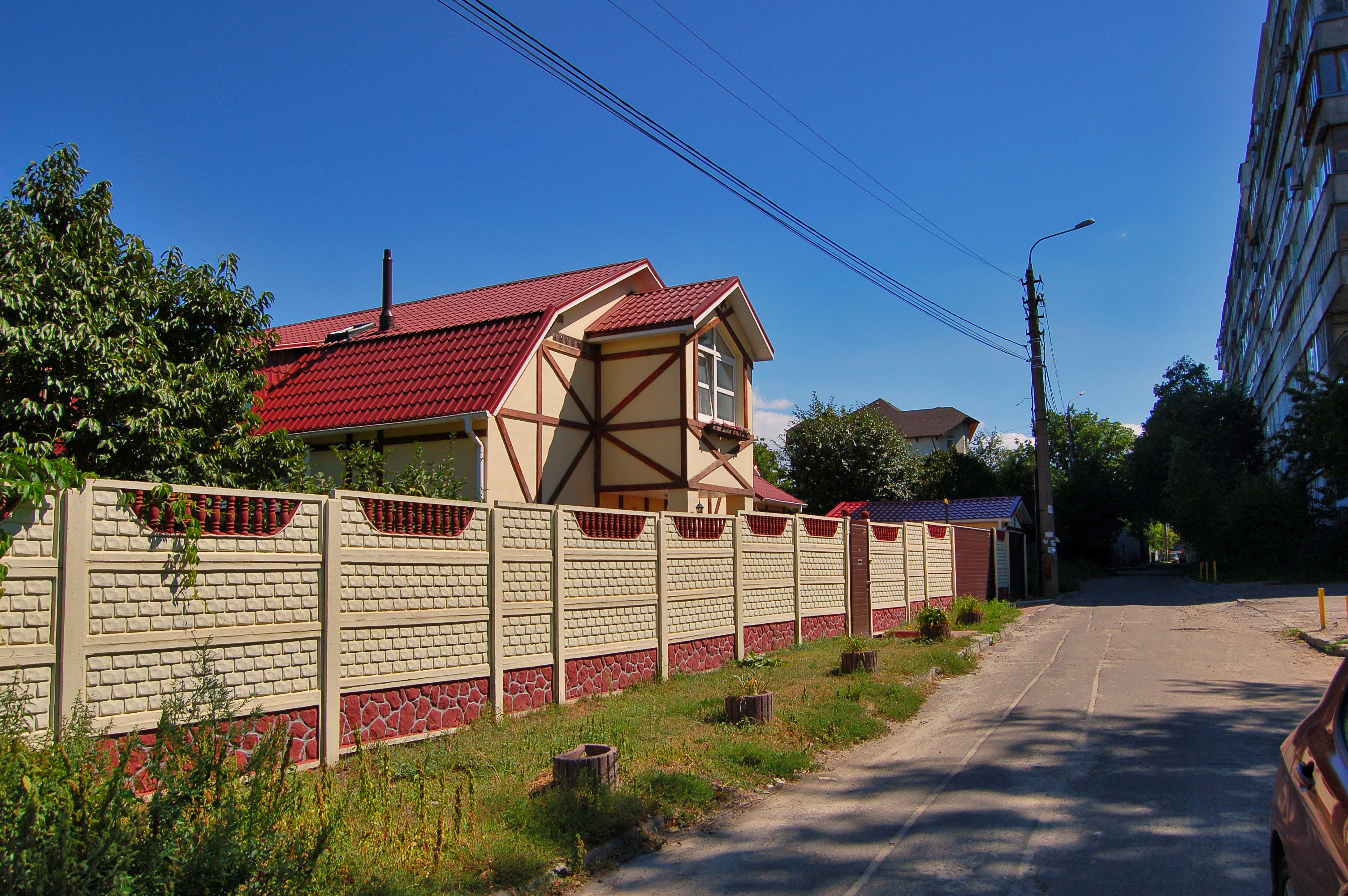
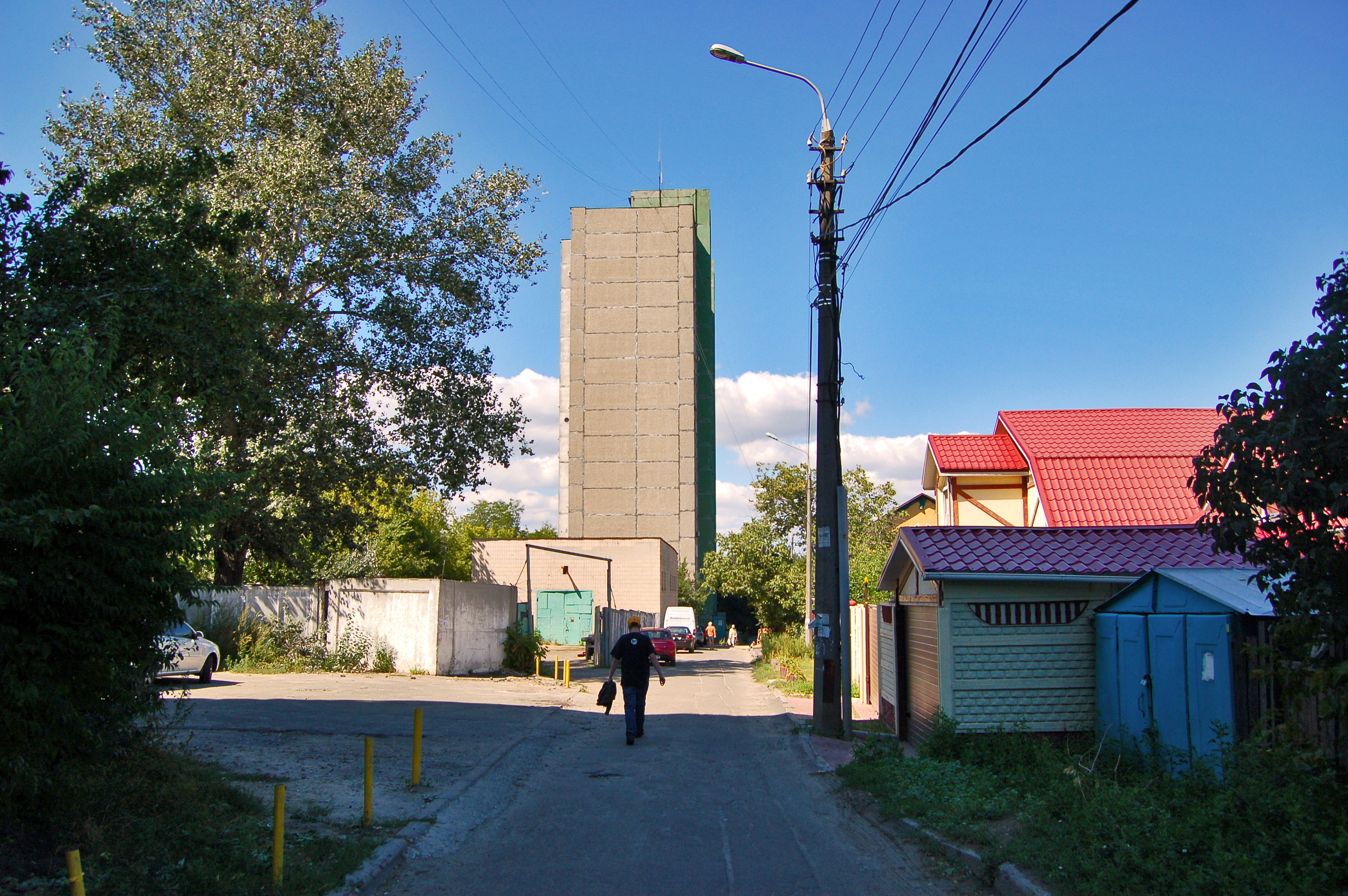
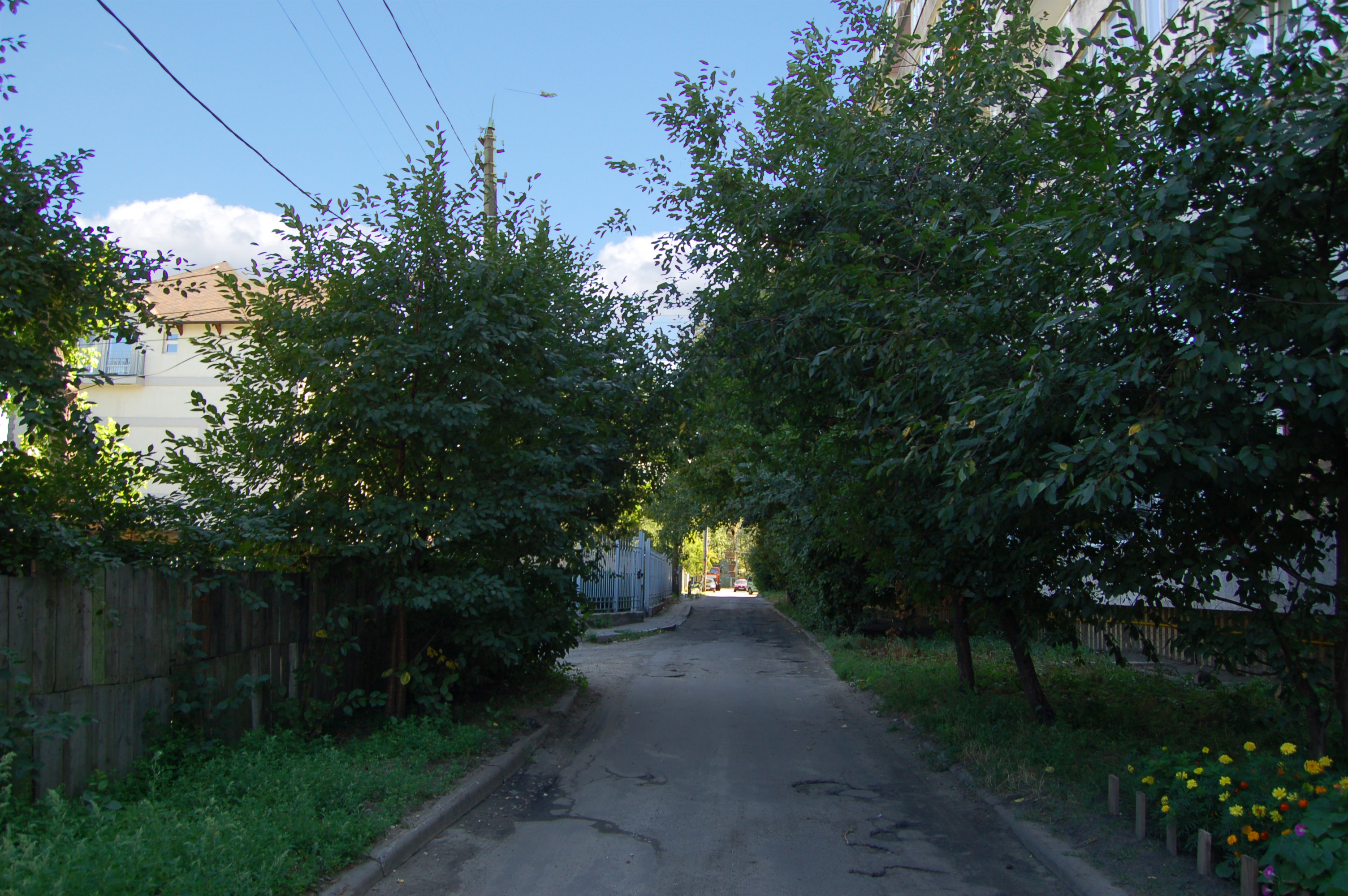
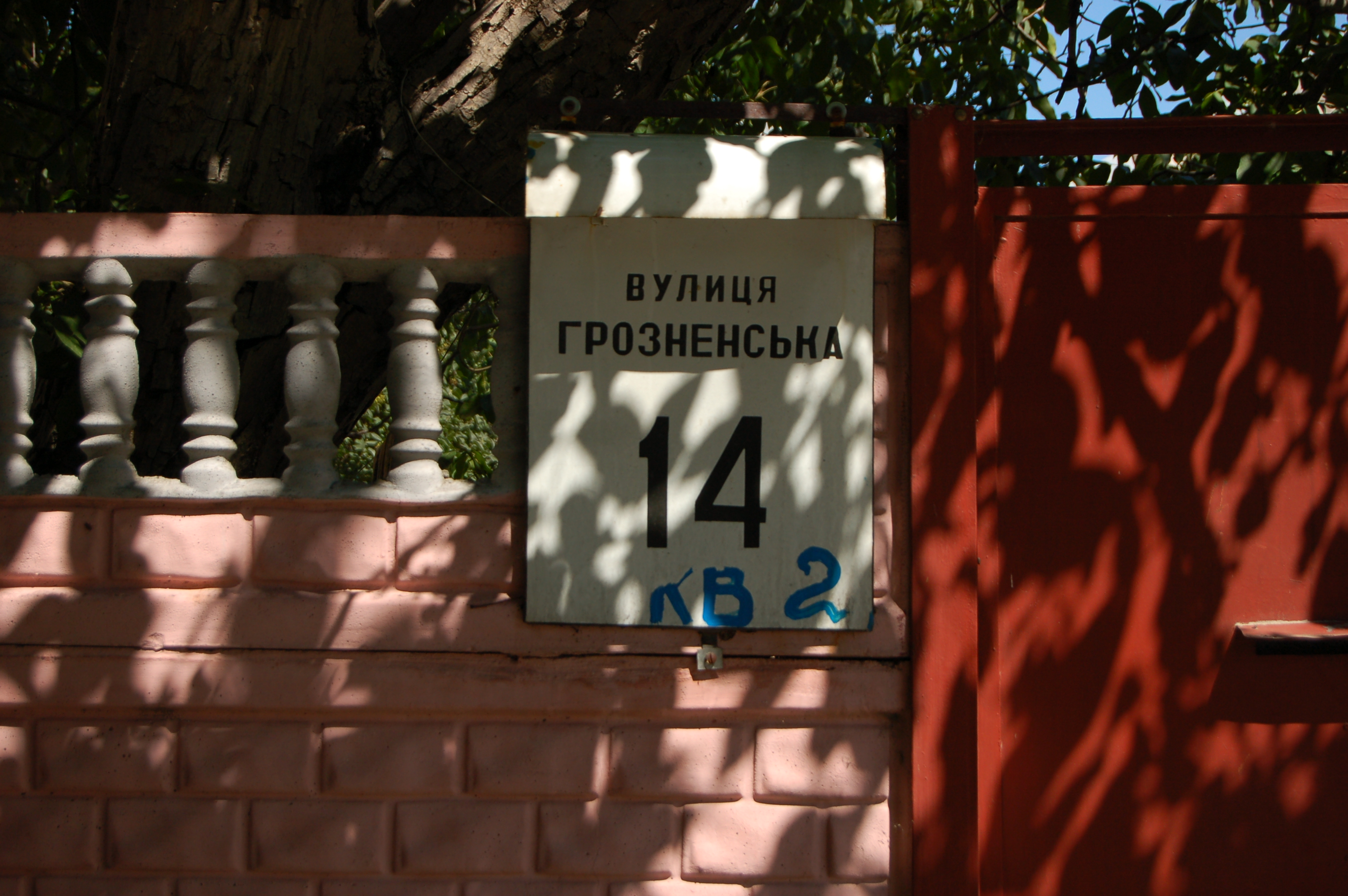
Вулична табличка зі старою назвою вулиці
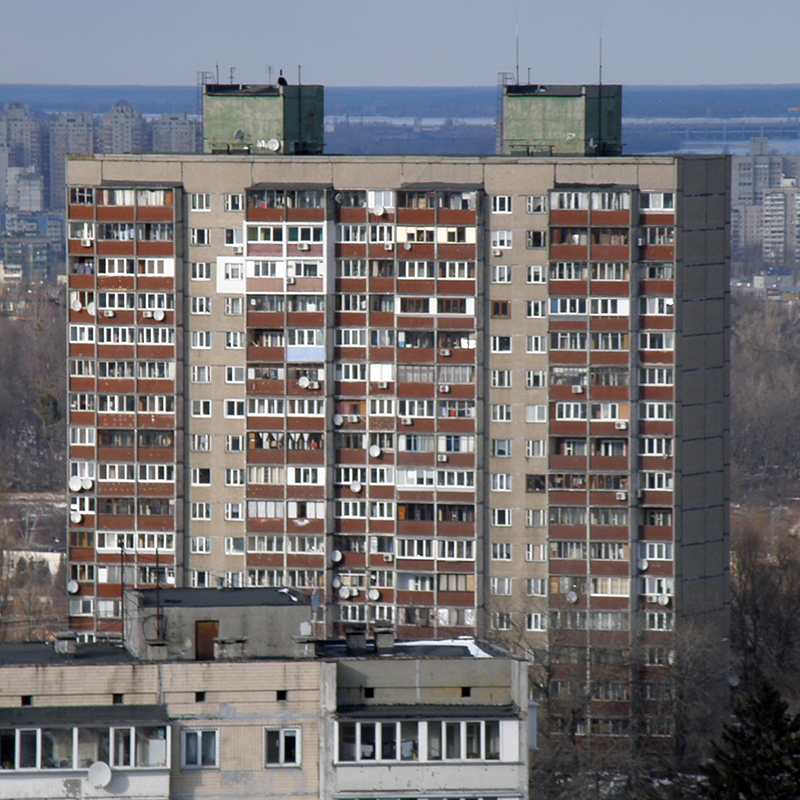
№ 18 — будинок серії КТ, 1985